# Moravska
Moravska ili Moravija (češ. Morava, polj. Morawy, lat. Moravia), je jedna od istorijskih čeških zemalja (zemalja češke krune). Nalazi se u istočnom delu Češke Republike. Dobila je ime po reci Moravi, najvećoj reci u Moravskoj. Prestonica Moravske je prvobitno bila Olomouc i od 1642. do 1948. godine Brno.
Teritorijalni obim Moravske se isto kao i njeno svrstavanje u razne državne tvorevine tokom vekova značajno menjao. Posle propasti Velikomoravske kneževine (tzv. Velike Moravske) Moravska nikad više nije bila središte samostalne države. Moravsku je 1020. godine osvojio češki knez Oldržih (češ. Oldřich) i ponovo ju je pripojio državi Pšemislovića (češ. Přemyslovci). Pre toga je bila priključena poljskoj kneževini Boleslava Hrabrog. Od tog vremena je politička sudbina Češke (tj. Bohemije) i Moravske jako povezana iako su u srednjem veku obe zemlje imale relativno visok stepen autonomije.
Moravska je bila podeljena na nekoliko sitnih pokrajina (lat. partes) koje su bile u vlasništvu pojedinih članova dinastije Pšemislovića. Te pokrajine je na kraju 12. veka za vreme krize među Pšemislovićima ujedinio Konrad II Ota u Moravsku markgrofoviju. Pravni položaj Moravske kao dela češke države nije bio ustanovljen sve do polovine 14. veka, kad je Karlo IV objavio povelju (tačno 7. aprila 1348) prema kojoj je Moravska posed češkog kralja, a ne Svetog rimskog carstva.
Nakon prvog svetskog rata je propala Austro-Ugarska monarhija i zajedno sa njom je nestala Moravska markgrofija, ali je pod nazivom Zemlja Moravska ostala samoupravna jedinica u okviru Čehoslovačke. Godine 1928. se Moravska Zemlja ujedinila sa češkim delom Šlezije i kao Zemlja Moravskošleska je postojala sve do 1948. godine, kad je na vlast stupila komunistička partija. Od 1949. godine je moravsko područje administrativno podeljeno na pokrajine (češ. kraje), čije granice ne poštuju istorijske granice Moravske (uporedivo sa administrativnom podelom Kraljevine Jugoslavije na banovine). Do današnjih dana stanovništvo Češke Moravsku doživljava kao kulturnu celinu. Na početku devedesetih godina se pojavio snažan tzv. moravski pokret, koji je imao za cilj obnovu moravske autonomije što dosada nije ostvareno. Moravistički subjekti su već tokom devedesetih godina gubili snagu tako da danas nemaju nikakav uticaj na politički život u Češkoj.

## Geografija
Među poznatije regione spadaju Valašsko, Moravska Slovačka, Hana, Laško i Horacko.
Od 2000. je teritorija Moravske administrativno podeljena na krajeve.
Na njenoj teritoriji danas se prostiru sledeći savremeni samoupravni regioni: 
- Južnomoravski kraj (ceo),
- Olomoucki kraj (praktično ceo, osim opština na krajnjem severu),
- Moravsko-Šleski kraj (južni deo),
- Zlinski kraj (ceo),
- Južnočeški kraj (mali istočni deo),
- Kraj Visočina (istočna polovina),
- Pardubički kraj (istočni deo)

## Saobraćaj
Preko Moravske sa zapada na istok prolazi glavna češka železnička magistrala iz Praga, preko gradova Pardubice, Zabreh, Olomouc, Prerov, Hranice i Ostrave i dalje u Slovačku ili Poljsku.
Putna magistrala se prostire preko Moravske pravcem jugozapad-severoistok i to je glavni put između Beča i Varšave. Ranije je ovaj potes imao i veći značaj, kao žila kucavica u Austrougarskoj monarhiji, koja je povezivala dvor u Beču i teritorije u današnjoj Poljskoj. Sada na ovoj trasi većim delom postoji auto-put (Brno-Olomouc), a nastavak na severozapad se gradi, prema Ostravi i dalje prema Poljskim Katovicama.

## Značajni gradovi
- Brno (sedište regiona)
- Olomouc (sedište regiona)
- Zlin (sedište regiona)
- Prerov
- Prostjejov
- Trebič
- Jihlava (sedište regiona, ranije se nalazilo samo u Moravskoj, ali u današnje vreme se prostire sa obe strane moravsko-češke granice)
- Kromjeržiž
- Uherske Hradište
- Znojmo
- Ostrava (sedište regiona, prostire se sa obe strane moravsko-šlezijske granice)
- Fridek-Mistek (grad koji se prostire sa obe strane moravsko-šlezijske granice)